# Бланкенхайм (замок)
Бланкенхайм (нем. Burg Blankenheim) — дворцово-замковый комплекс в муниципалитете Бланкенхайм, в районе Ойскирхен, в нагорье Айфель, в федеральной земле Северный Рейн-Вестфалия, Германия. Возведён на вершине скалистого холма около 1115 года. Являлся родовой резиденцией семьи фон Бланкенхайм. По своему типу относится к замкам на вершине.

## История

### Ранний период

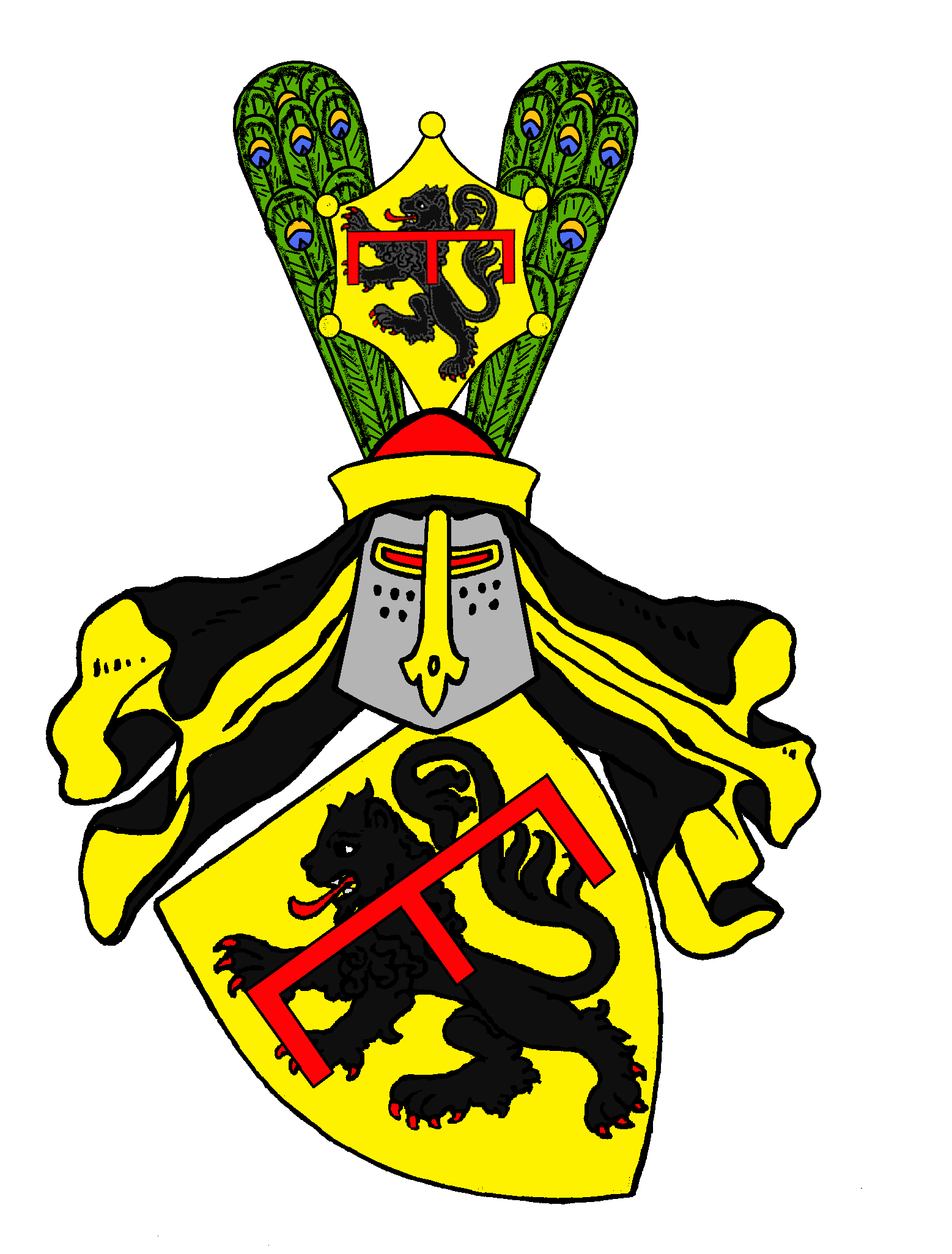
Герб рода Бланкенхайм

Основание первой каменной крепости на данном месте относиться к 1115 году. Первым лордом замка стал Герхард I фон Бланкенхайм. Его потомки оставались владельцами окрестных земель более трёх веков. В 1350 году представители рода были возведены в графское достоинство.  Однако в 1468 году со смертью последнего правящего графа Вильгельма II фон Бланкенхайм род по мужской линии пресёкся.
Новым собственником замка оказался выходец из семьи, владевшей княжеством Хайнсберг. Дитрих III, граф Мандершайдский унаследовал графство Бланкенхайм и владения Шлайден, а также имение Герхардштайн (Герольштайн) через брак с дочерью Вильгельма II фон Бланкенхайм. Новый лорд с 1469 года стал именоваться графом фон Мандершайд унд Бланкенхайм. В 1488 году он разделил свои владения между тремя сыновьями. Графство Бланкенхайм унаследовал второй сын, граф Иоганн. Помимо прочего, ему достались Юнкерат, замок Герольштайн и части региона Мехерних. Иоганн стал основателем линии графов Мандершайд-Бланкенхайм-Герольштайн.

### Эпоха Ренессанса
В начале XVI века замок сгорел. Вскоре он был перестроен чуть в стиле ренессанс. С той поры Бланкенхайм в первую очередь служил роскошной жилой резиденцией, и только во вторую — крепостью.
Начиная с XVI века Многие представители семьи Мандершайд-Бланкенхайм-Герольштейн занимали высших церковные должности в Священной Римской империи. В частности, Иоганн Мориц Густав фон Мандершайд-Бланкенхайм был архиепископом Праги, а Иоганн IV фон Мандершайд-Бланкенхайм — епископом Страсбурга. Не меньше прославились и представительницы женского пола. Так, Элизабет фон Мандершайд-Бланкенхайм-Герольштейн, Клара Элизабет фон Мандершайд-Бланкенхайм, Маргарет Элизабет фон Мандершайд-Бланкенхайм и Анна Саломея фон Мандершайд-Бланкенхайм по очереди становились принцессами-аббатисами Имперского аббатства Эссен. Кроме того, члены семьи занимали должности кёльнских каноников и деканов кафедральных соборов. Например, Филипп Салентин фон Мандершайд-Бланкенхайм-Герольштейн.

### XVIII век
Каролина фон Мандершайд-Бланкенхайм в 1783 году стала княгиней фон унд цу Лихтенштайн (Лихтенштейнский дом). Ещё в 1742 году благодаря Марии Франциске Мандершайд-Кайль во владения рода перешёл Мандершайд-Бланкенхайм. Но уже в 1780 году, после того как скончался последний граф Мандершайд-Бланкенхайм, род пресёкся по мужской линии. Право собственности перешло к богемскому графу Филиппу Кристиану фон Штернбергу из влиятельного рода Штернберг, который в 1762 года являлся мужем Августы фон Мандершайд-Бланкенхайм. Новый владелец замка теперь стал именоваться Штернберг-Мандершайд.
В 1794 году в ходе Революционных войн войска Франции заняли левый берег Рейна и территорию Эйфеля. После вторжения французов графиня Августа бежала на родину мужа в Богемию. С собой она увезла два фургона с архивами, документами и свидетельствами, подтверждавшими праве собственности на родовые владения.

### XIX век

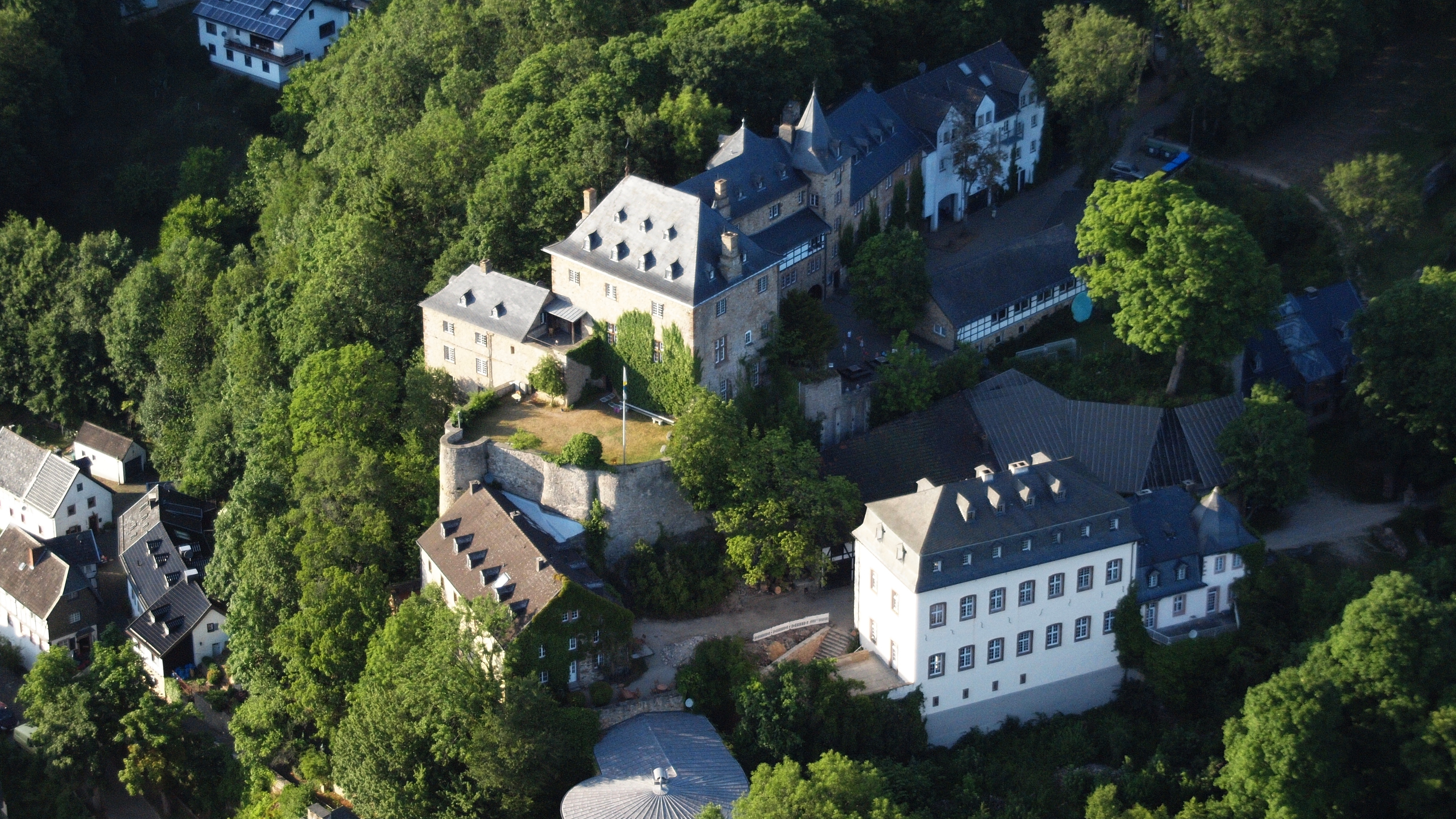
Вид комплекса с высоты птичьего полёта

Уже находясь в Праге, графиня пыталась отсудить своё имущество в Эйфеле, но эти попытки закончились неудачей. Правда, за потерю территорий на левом берегу Рейна, Бланкенхайма, Юнкерата, Герольштайна и Доллендорфа графы Штернберг-Мандершайд согласно Заключительному постановлению Имперской депутации получили в 1803 году компенсацию. Им передали под контроль верхнешвабские аббатства Шуссенрид и Вайсенау. Однако в 1806 году эти земли были медиатизированы и оказались в составе королевства Вюртемберг.
В 1835 году умер граф Иоганн Вильгельм (родился в 1765 году). С ним линия Штернберг-Мандершайд угасла по мужской линии, так как граф не имел сыновей. Его владения в Верхней Швабии были секуляризованы каноником Пассау и Регенсбурга. Ещё два монастырских имения были проданы в 1835 году королевской семье Вюртемберга.
Непосредственно замок Бланкехайм долгое время оставался необитаемым. Лишь в 1894 году власти Прусского королевства стали принимать меры по сохранению комплекса от разрушения. В результате замок был отдан в собственность семьи фон Фюллер. Новые хозяева сделали родовой резиденцией здание бывшей канцелярии в Нижнем замке. Он было построено в 1786 году в стиле позднего барокко.

### XX век
В 1926 году замок перешёл в собственность Немецкой ассоциации гимнастики. В 1936 году комплекс перешёл в распоряжение Немецкой ассоциации молодёжных общежитий. С тех пор он остаётся в муниципальной собственности.

## Описание
Комплекс много раз перестраивался. Со временем типичные средневековое укрепление превратилось в представительный барочный дворец с ухоженным садом и оранжереей. Сам комплекс состоит из Верхнего замка (цитадели) и Нижнего замка, который изначально играл роль форбурга, а позднее превратился в главную часть резиденции.
В ранний период главным источников воды в замке была дождевая вода, которую собрали в специальные цистерны, созданные в скальной породе. В случае засухи воду привозили в бочках. Позднее началось создание колодца. Задача оказалась непростой. Но по приказу графа Дитриха III фон Мандершайд-Бланкенхайма в 1469 году был пробит туннель Тиргартен. Вода из горных источников с той поры текла к замку по сложному маршруту длиной около километра. Этот водопровод с туннелем был заново открыт в 1996 году.

## Современное использование
Замок по прежнему используется как молодёжный учебный центр и общежитие. Здесь проходят конференции, семинары и крупные мероприятия в области образования и просвещения.

## Галерея

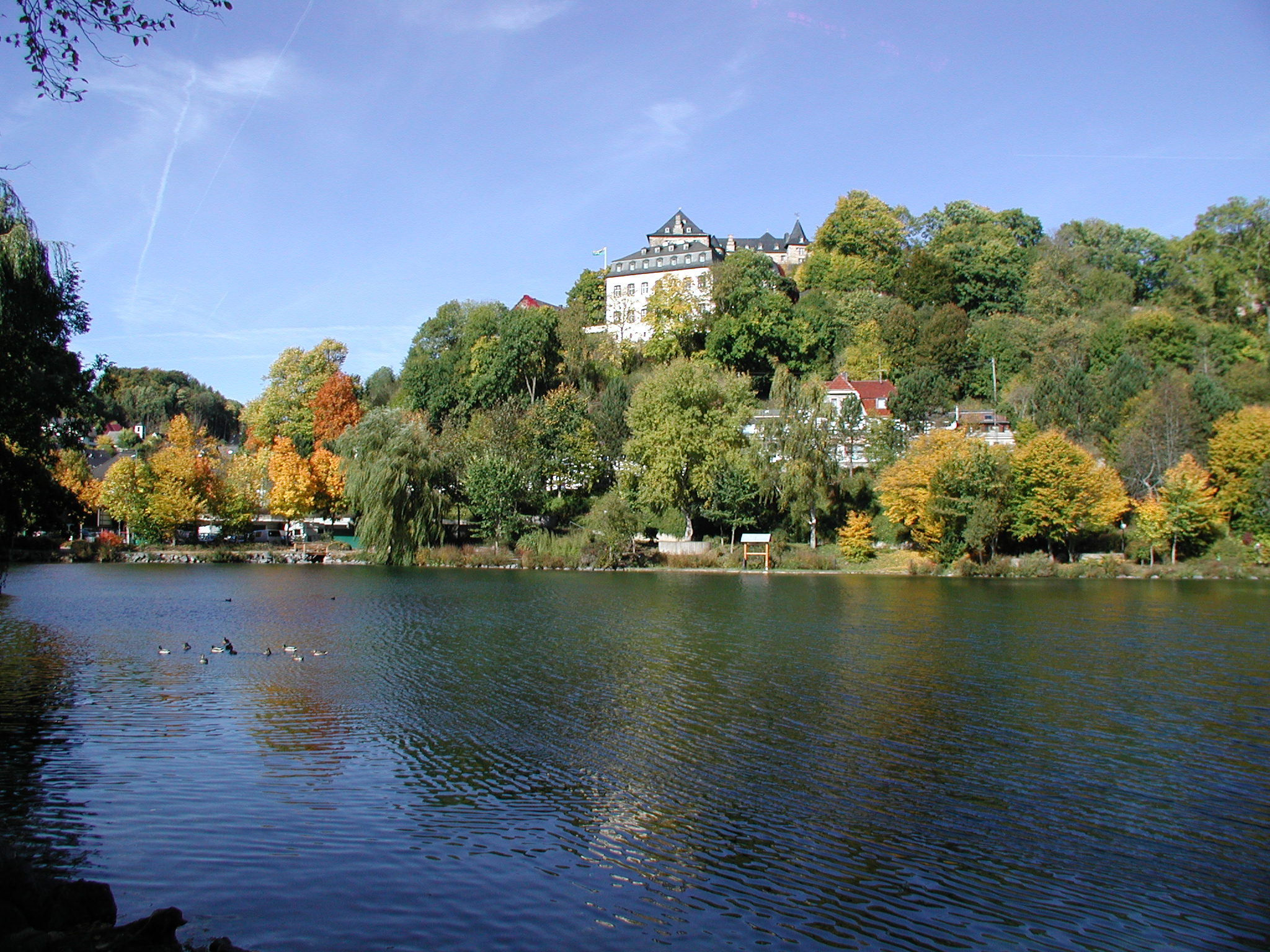
Вид замка со стороны озера Шванневайэр
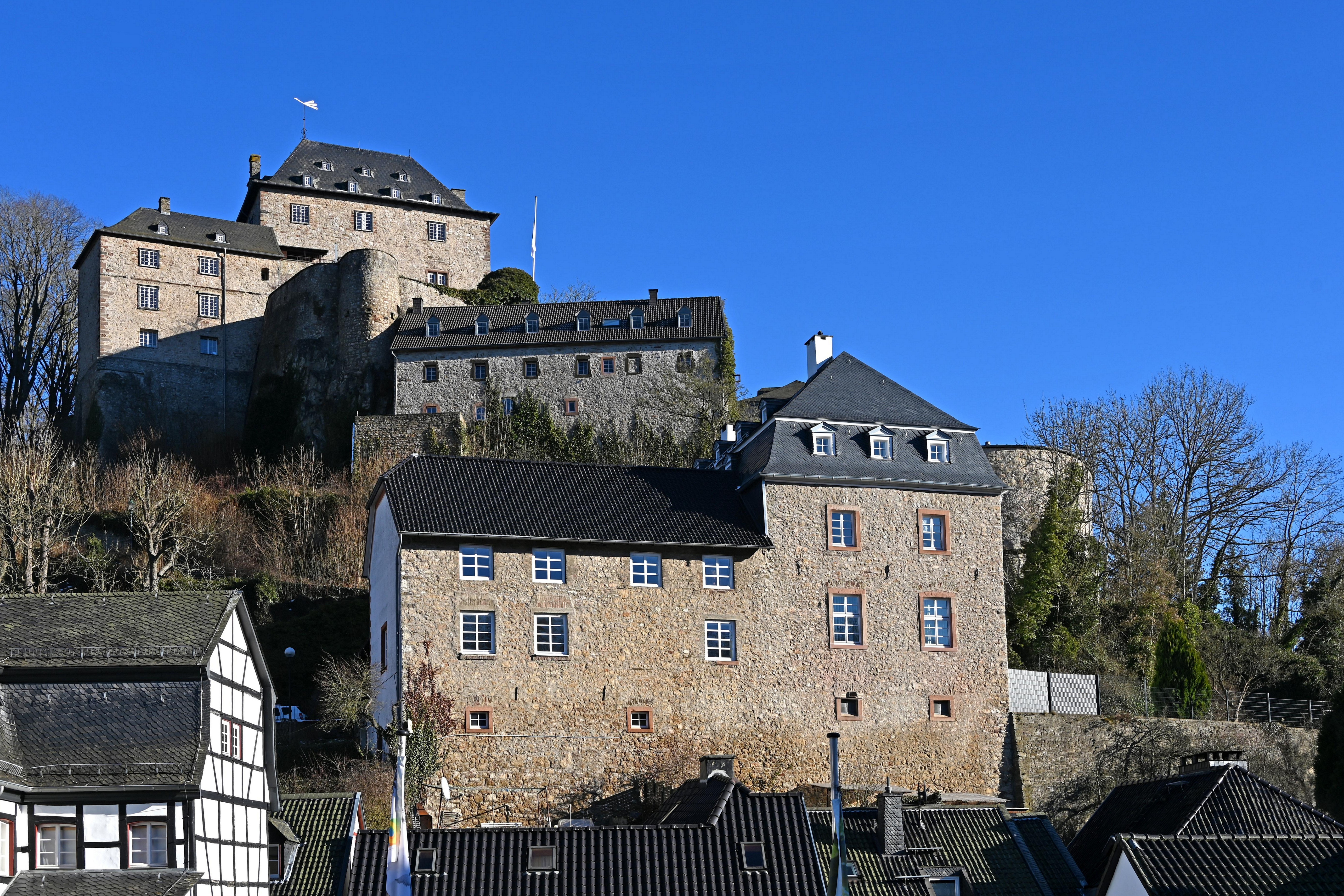
Вид замка с запада
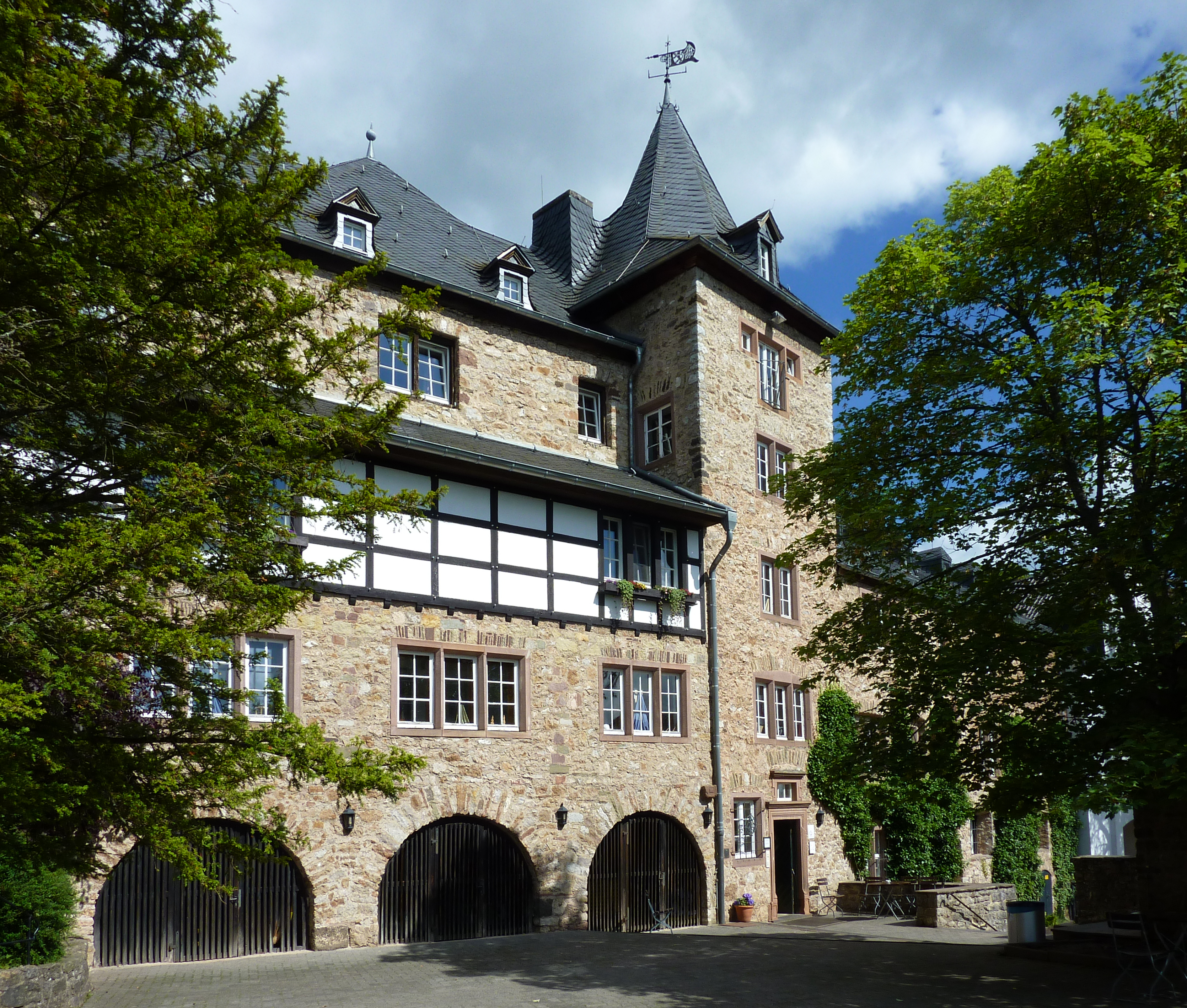
Одно из зданий Верхнего замка
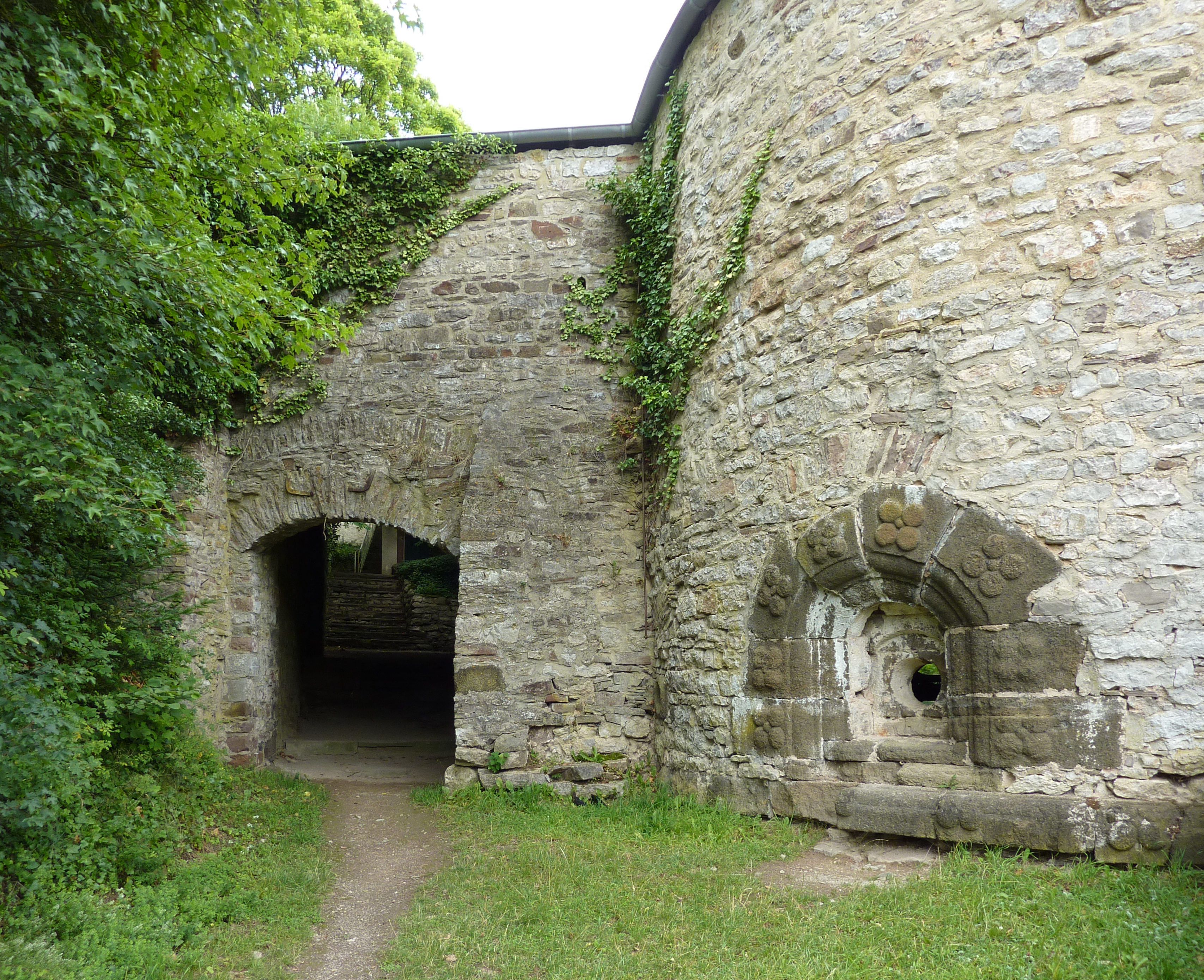
Бывшие главные ворота Нижнего замка
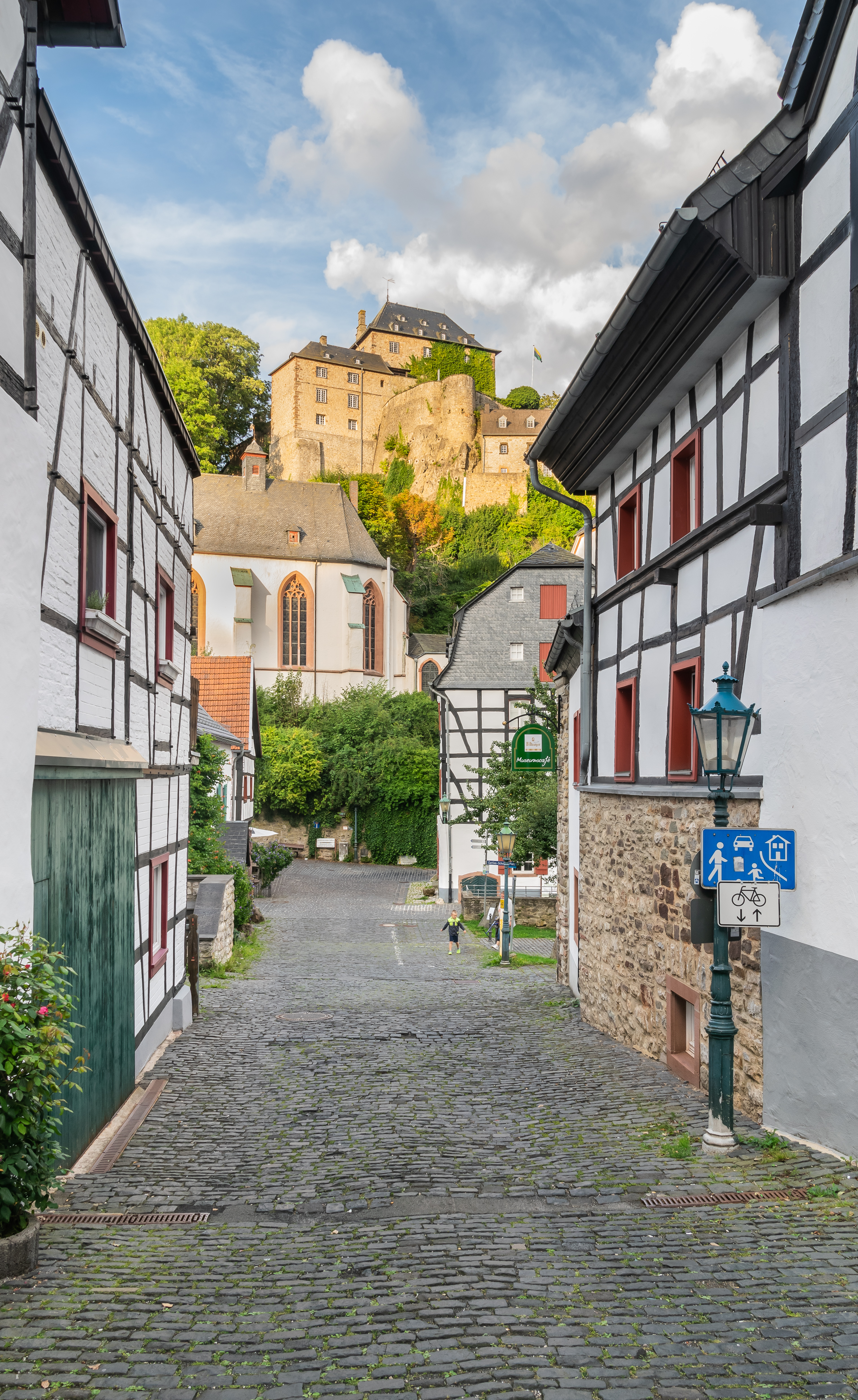
Вид замка со стороны города